# Kay Johannsen

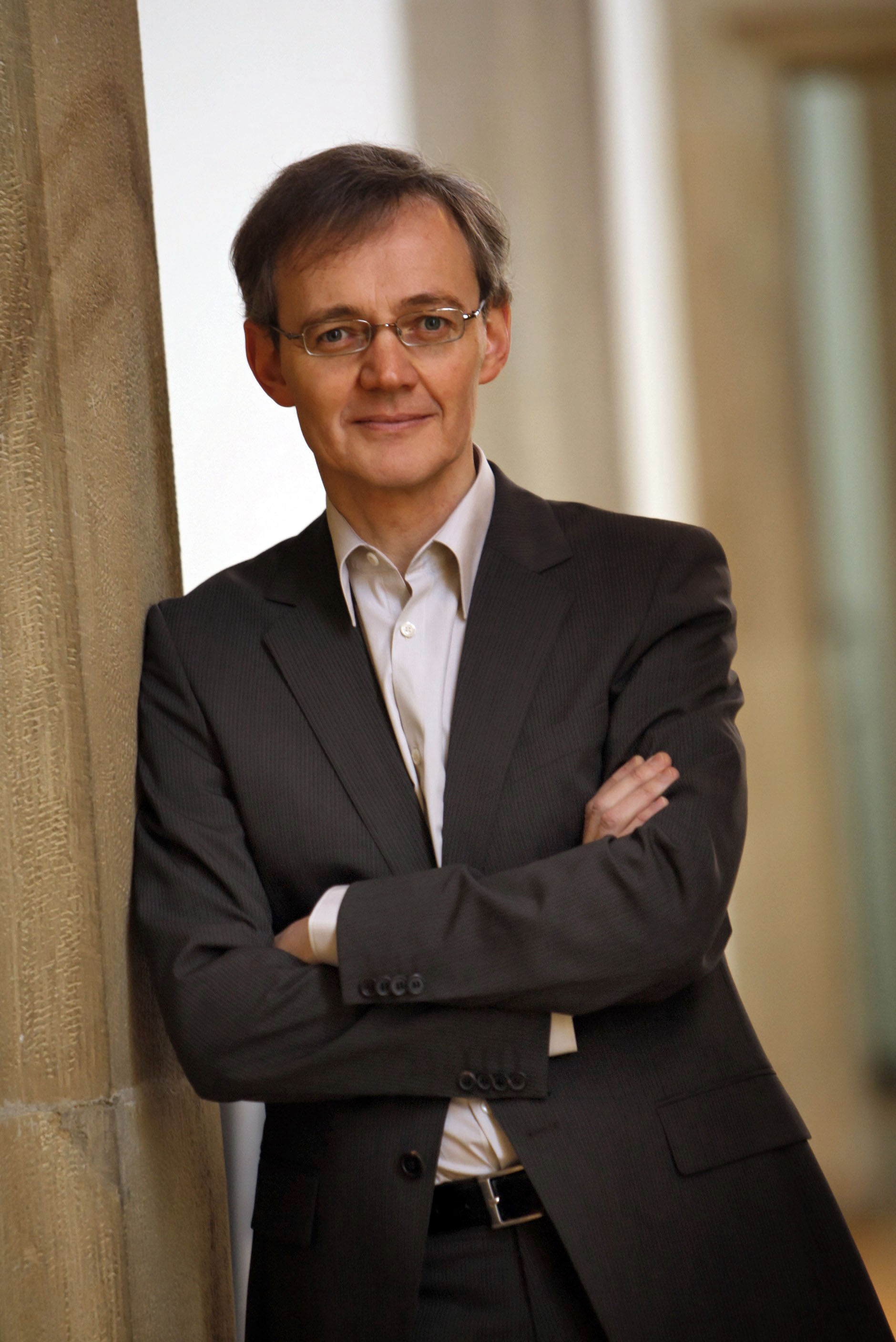
Kay Johannsen

Kay Johannsen (1 de octubre de 1961) es un organista, cembalista, compositor y director de orquesta y coro alemán.

## Biografía
Estudió música sacra, órgano y dirección en Friburgo de Brisgovia y posteriormente en Boston. Desde 1994 es cantor y organista en la Colegiata de Stuttgart, donde fundó el Kantorei de Stuttgart y donde, además, dirige la "Hora de música sacra". En 1998 fue nombrado Kirchenmusikdirektor (Director de música sacra).
Ha ganado varios premios en concursos de órgano nacionales e internacionales, incluido el primer premio en el Concurso de Música Alemana en Bonn, en 1988.
Desde su graduación como solista, se ha presentado como organista en festivales en Europa, Asia, América del Sur, Sudáfrica y los Estados Unidos. Como solista, se ha presentado con muchas orquestas sinfónicas alrededor del mundo, en conciertos y sinfonías de órgano de Händel, C.P.E. Bach, Bossi, Strauss, Rheinberger, Saint-Saëns, entre otros.
Como clavecinista, hizo su debut en 2003 con las Variaciones Goldberg, seguido por sus interpretaciones del Arte de la Fuga en 2004, del Clave Bien Temperado en 2005 y de las Seis Partitas para Teclado, todas de Johann Sebastian Bach.
Sus obras para coro y órgano son publicadas por Carus-Verlag, una editorial musical con sede en Stuttgart.
Como director, ha ejecutado oratorios de Händel, Felix Mendelssohn, etc. En ocasiones especiales, también dirige cantatas, conciertos para orquesta y música de cámara de J. S. Bach.

## Premios y reconocimientos
- Primer Premio en el Concurso de Música Alemana, Bonn, 1988.
- Staufermedaille 2018[1]

## Algunas de sus obras
- Nachtbus (2010).[2]
- Concerto para órgano, cuerdas y percusión (2014).[3]
- Ihrer ist das Himmelreich (Tuyo es el reino de los cielos), para solista, coro y orquesta (2015).[4]
- Credo in Deum (En latín: Creo en Dios) , para solista, coro y orquesta (2017).[5]